# Mieczysław Szerer

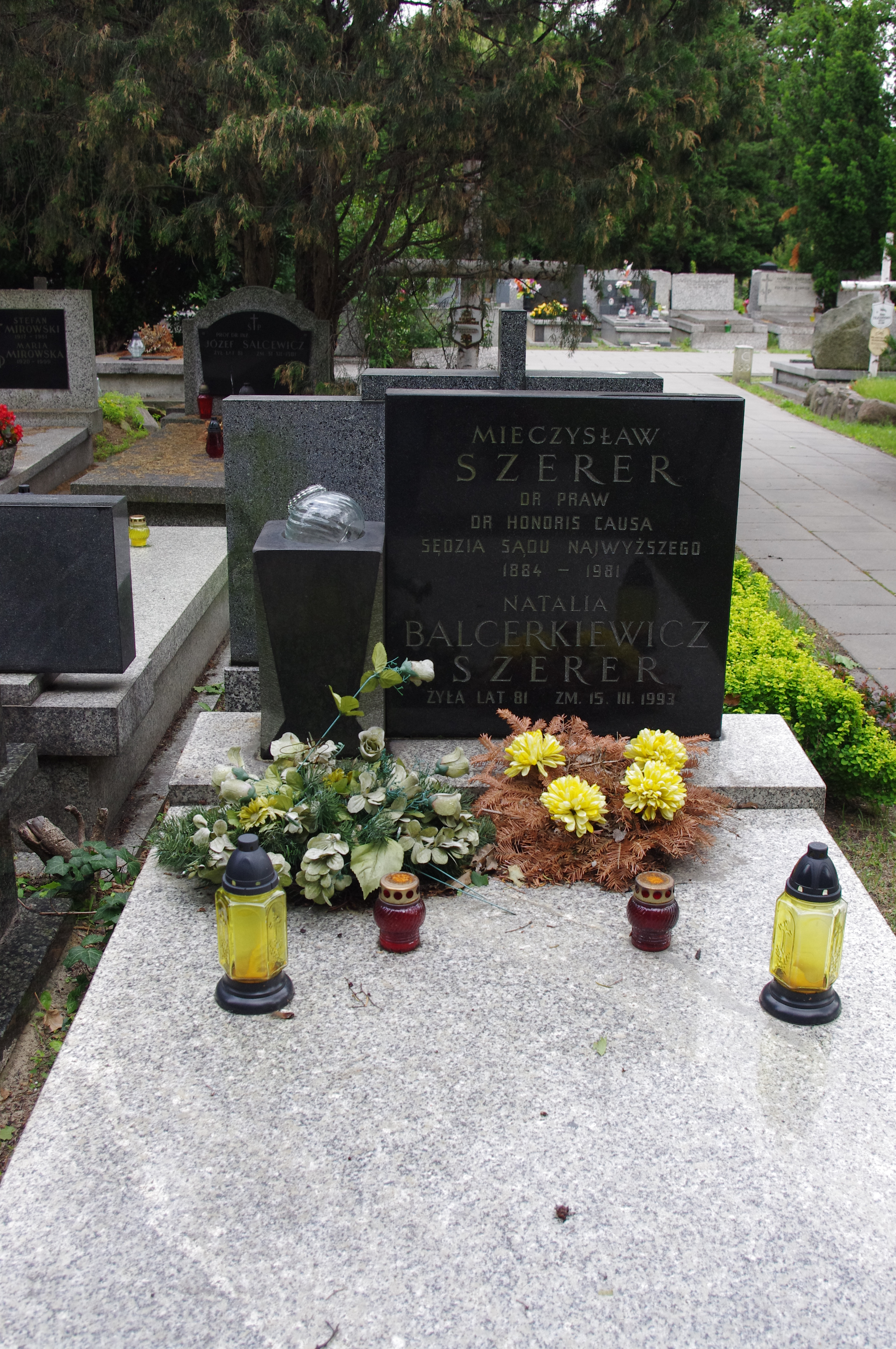
Grób Mieczysława Szerera na Cmentarzu Wojskowym na Powązkach w Warszawie

Mieczysław Szerer (ur. 19 kwietnia 1884 w Krakowie, zm. 27 października 1981 w Warszawie) – polski prawnik, specjalista z zakresu prawa karnego, socjolog i publicysta. Wieloletni sędzia Sądu Najwyższego, członek tzw. komisji Mazura.

## Życiorys
W 1907 ukończył studia na Wydziale Prawa Uniwersytetu Jagiellońskiego. W 1925 został członkiem polskiego PEN-Clubu. Od 1927 dyrektor departamentu w Ministerstwie Wyznań i Oświecenia Publicznego. W latach 1933–1939 pracował jako adwokat w Warszawie. W okresie II wojny światowej znalazł się na emigracji w Wielkiej Brytanii. Z ramienia Stronnictwa Demokratycznego był członkiem Rady Narodowej. W 1946 był polskim reprezentantem Komisji Narodów Zjednoczonych do Spraw Zbrodni Wojennych. W latach 1945 lub 47 – 1962 pracował jako sędzia Sądu Najwyższego. Członek Komisji Kodyfikacyjnej, opracował raport o nadużyciach Głównego Zarządu Informacji WP w procesach politycznych (1951–1952), członek komisji Mazura (1956–57). W 1978 uzyskał doktorat honoris causa Uniwersytetu Warszawskiego.
Zmarł 27 października 1981 w Warszawie w wieku 97 lat. Został pochowany na Cmentarzu Wojskowym na Powązkach (kwatera C37-5-8).

## Raport Szerera
Po niespełna pięciu miesiącach uczestniczenia w pracach komisji do Badania Odpowiedzialności za Łamanie Praworządności w Sądownictwie Wojskowym (tzw. Komisji Mazura) w okresie 1948–1954, wystąpił z jej szeregów. Stało się to w proteście przeciwko przygotowywanym wnioskom końcowym. Napisał wtedy własny raport o nadużyciach w wojskowych organach sprawiedliwości, w którym postulował niepociąganie do odpowiedzialności karnej sędziów łamiących prawo w latach stalinowskich. Kluczowym argumentem przeciwko karaniu sędziów, miał być fakt że ulegali oni naciskom ze strony funkcjonariuszy MBP, oraz szeregiem zewnętrznych przyczyn, który sprawił, iż „ludzi zdolnych (przynajmniej w ich większości) do roli sędziów ściągał na ich nieszczęście w dół i czynił autorami nieszczęśliwych wyroków”. Ponadto w swoim raporcie bronił sędziowskiej niezawisłości, którą przez całe życie uznawał za nienaruszalny składnik dobrze pojętego konstytucyjnego państwa prawa. Do czasu publikacji raport nie był publicznie dostępny, pierwszy raz został opublikowany w 1979 na łamach emigracyjnych Zeszytów Historycznych (Memoriał dr. Mieczysława Szerera, ZH 1979, nr 49, s. 71–160).

## Odznaczenia
- Krzyż Kawalerski Orderu Odrodzenia Polski – w 10 rocznicę Polski Ludowej za zasługi w pracy zawodowej jako sędzia Sądu Najwyższego[8] (1954)

## Publikacje[1]
Głównym problemem, który poruszał w wielu publikacjach, były gwarancje praw obywatelskich i zagadnienia praworządności w odniesieniu do niezawisłości sędziowskiej.
- Kara. Szkic psychologiczny. Kraków, 1910.
- Socjologia wojny. Nak. księgarni Krzyżanowskiego, Kraków, 1916.
- Idea narodowa w socjologii i polityce. Krakowska Spółka Wydawnicza, Kraków, 1922.
- Sprawa urzędnicza w demokracji. Stowarzyszenie Urzędników Państwowych, Warszawa 1925.
- Śmiertelni bogowie. Rzecz o demokracji i dyktaturze. Towarzystwo Wydawnicze „Rój”, Warszawa, 1939.
- Naród w parlamencie. Prawo i obyczaje polityczne Anglii. M.I. Kolin, Londyn, 1941.
- Sądownictwo angielskie. Wydawnictwo Prawnicze, 1959.
- Karanie a humanizm. Państwowe Wydawnictwo Naukowe, Warszawa, 1964.
- Opowiadania o procesach. Książka i Wiedza, Kraków, 1966.
- Społeczeństwo wobec przestępcy. Państwowe Wydawnictwo Naukowe, Warszawa, 1969.
- Kultura i prawo. Państwowy Instytut Wydawniczy, Warszawa, 1981.

Był także autorem polskich przekładów z języka angielskiego.
- F. Callieres: Sztuka dyplomacji, 1929.
- J. St Mill: Autobiografia, 1931.
- M. Amos: Konstytucja angielska, 1938.